# Электрочайник

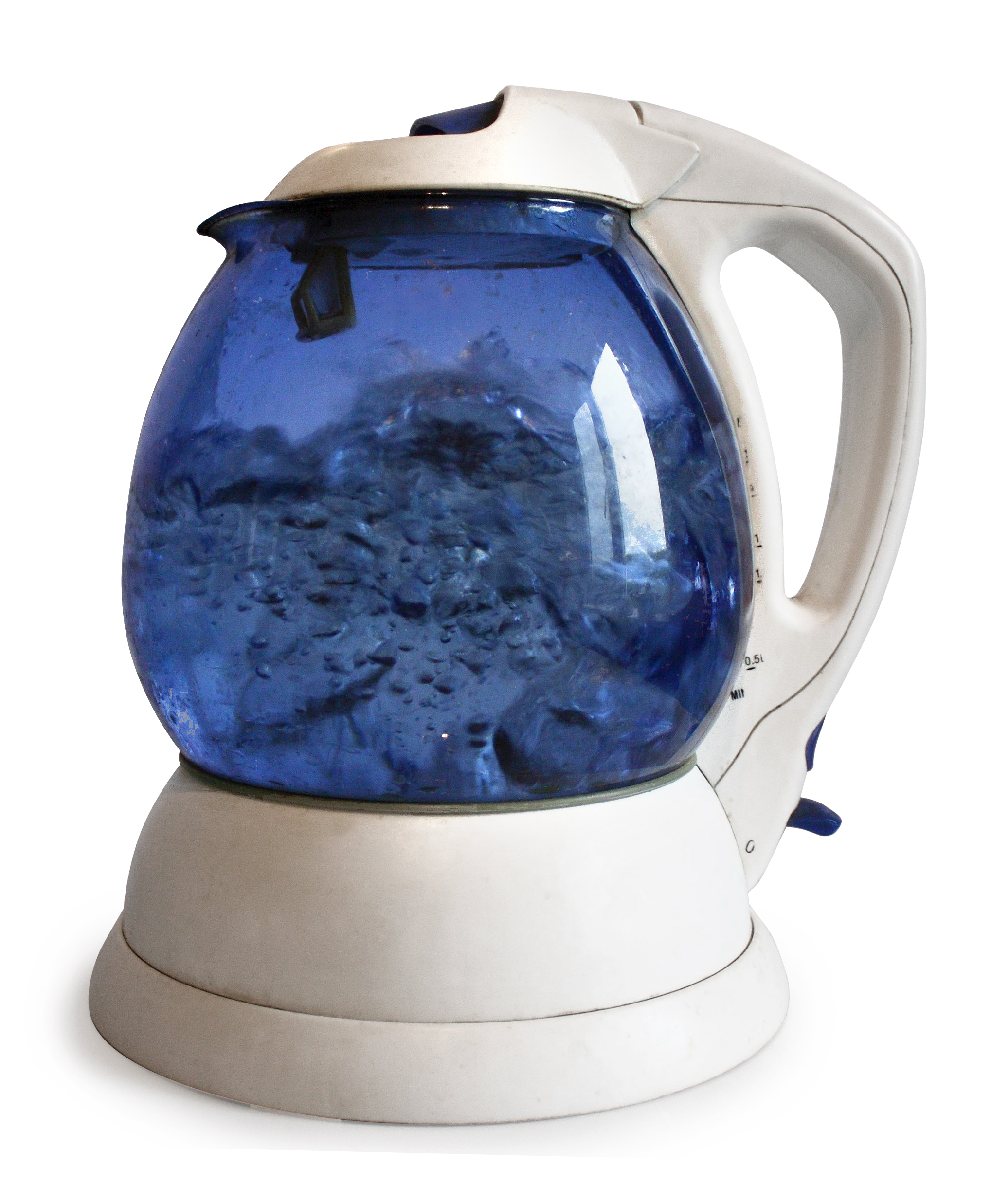
Кипящая вода в электрическом беспроводном чайнике со стеклянной колбой с дисковым нагревательным элементом, стоящем на контактной подставке, с выключателем внизу ручки

Электроча́йник — бытовой электрический прибор для нагревания и кипячения питьевой воды, работающий на электроэнергии.

## История

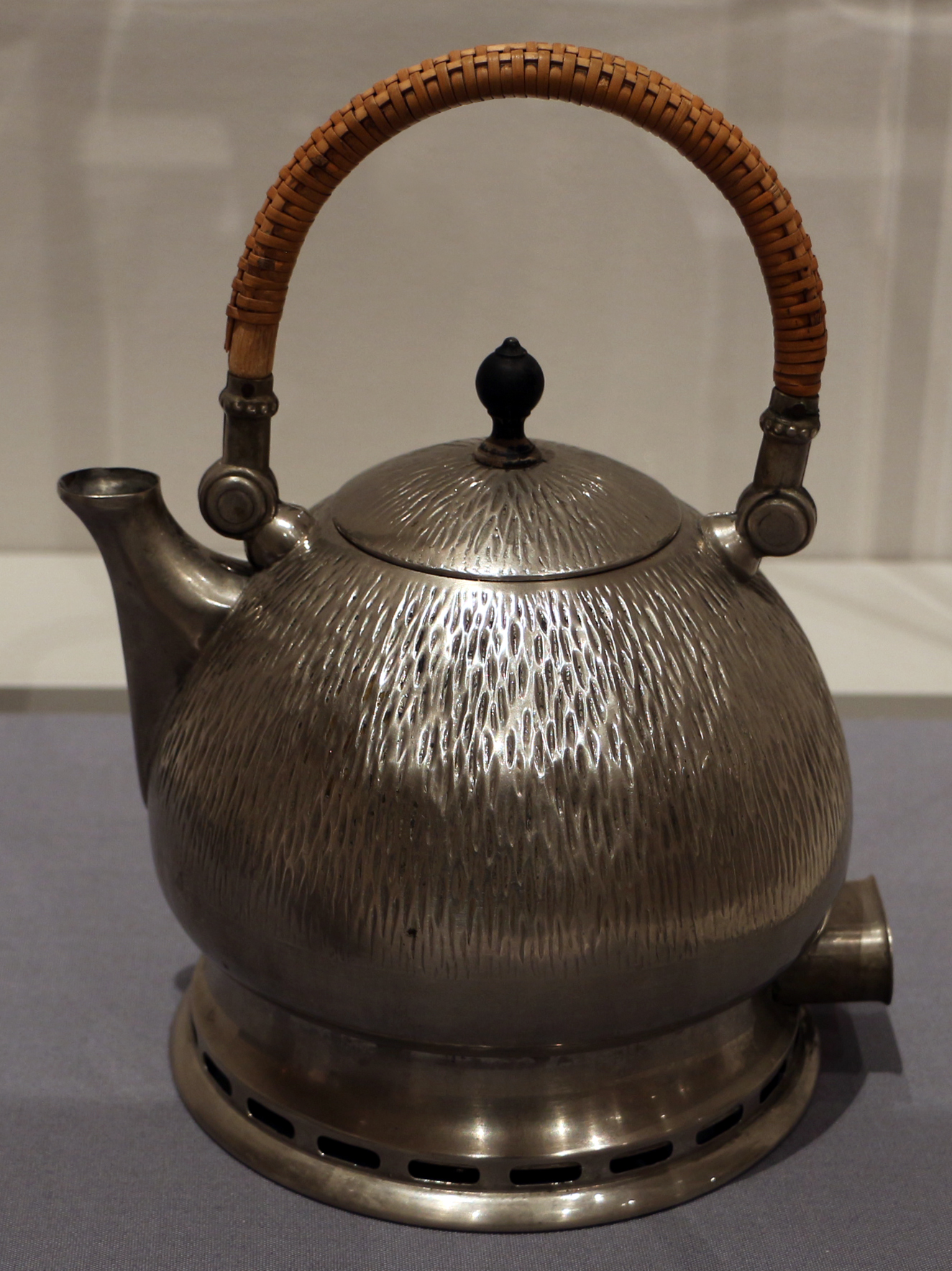
Электрический чайник со штепсельным разъёмом, 1883 г., нагревательный элемент внутри специальной подставки под резервуаром с водой (музейный экспонат, Германия)

Кипение воды в чайнике и его автоматическое отключение

Первые электрические чайники появились в конце XIX — начале XX века. С течением времени их конструкция и удобство пользования совершенствовались.
Внедрение электричества в быт не обошло и чайники. Первоначально нагревательные элементы электрических чайников были плоские и располагались в пространстве двойного дна. Нагревательный элемент представлял собой негерметичную закрытую спираль из проволоки или ленту из нихрома, фехраля изолированную керамическими бусами или пластинами миканита. В дальнейшем дополнительно применялся герметичный металлический кожух с изоляционным порошком, что повышало электробезопасность и срок службы, но увеличивалось и время нагрева. С изобретением ТЭН, в которых проволочная спираль запрессована с периклазом, началось их применение и в чайниках. Устанавливаются такие нагревательные элементы внутрь чайника, электрические выводы выводятся наружу через отверстие в стенке с применением уплотнителей разной конструкции. Стенки ТЭН первоначально изготавливались из лужёной или никелированной меди, в дальнейшем из стали, в том числе нержавеющей. Схожую конструкцию имели и электросамовары, ТЭН в них обычно размещался в вертикальной плоскости.
Раньше были распространены электрочайники без автоматического отключения при закипании воды. Закипание воды контролировалось по шуму и вырывающемся из окошек крышки пару. Такой чайник нельзя было оставлять без присмотра включённым, иначе после выкипания воды он выходил из строя и даже приводил к пожарам.
В позднем СССР выпускались электрочайники и электросамовары номинальной ёмкостью от 2 до 10 л с временем закипания от 15 до 30 мин. Названия включали буквенные обозначения: «ЭЧ» — электрочайник без защитного отключения, «ЭЧТ» — с защитным термовыключателем от перегрева ТЭН при отсутствии воды (выкипании), «ЭЧЗ» — самотключаемые при закипании, «ЭЧТЗ» — с темовыключателем и самоотключаемые при закипании. В обозначениях электросамоваров использовалась буква «С» вместо «Ч».

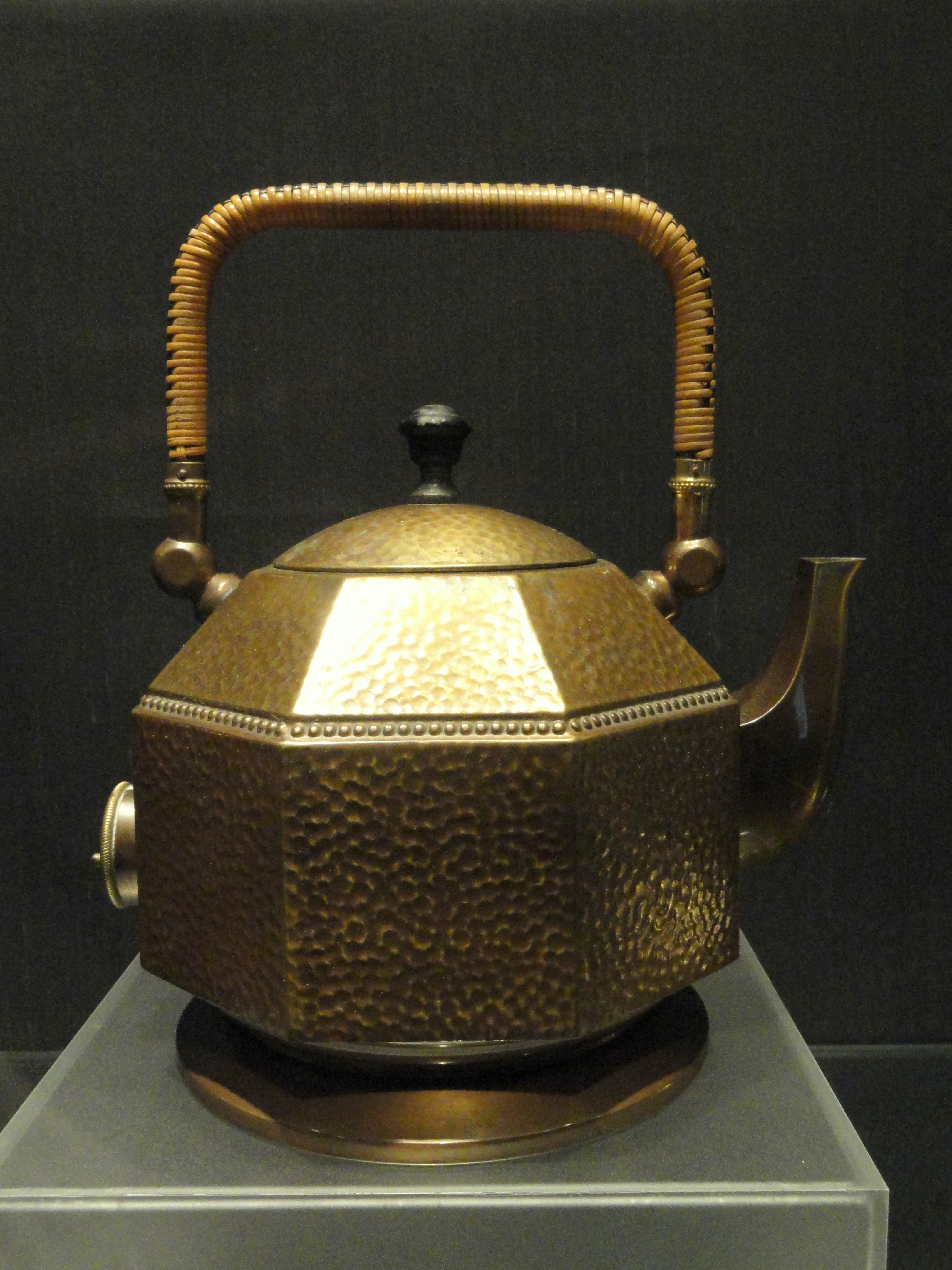
Электрический чайник, 1908 г., нагревательный элемент внутри резервуара с водой (музейный экспонат, Германия)
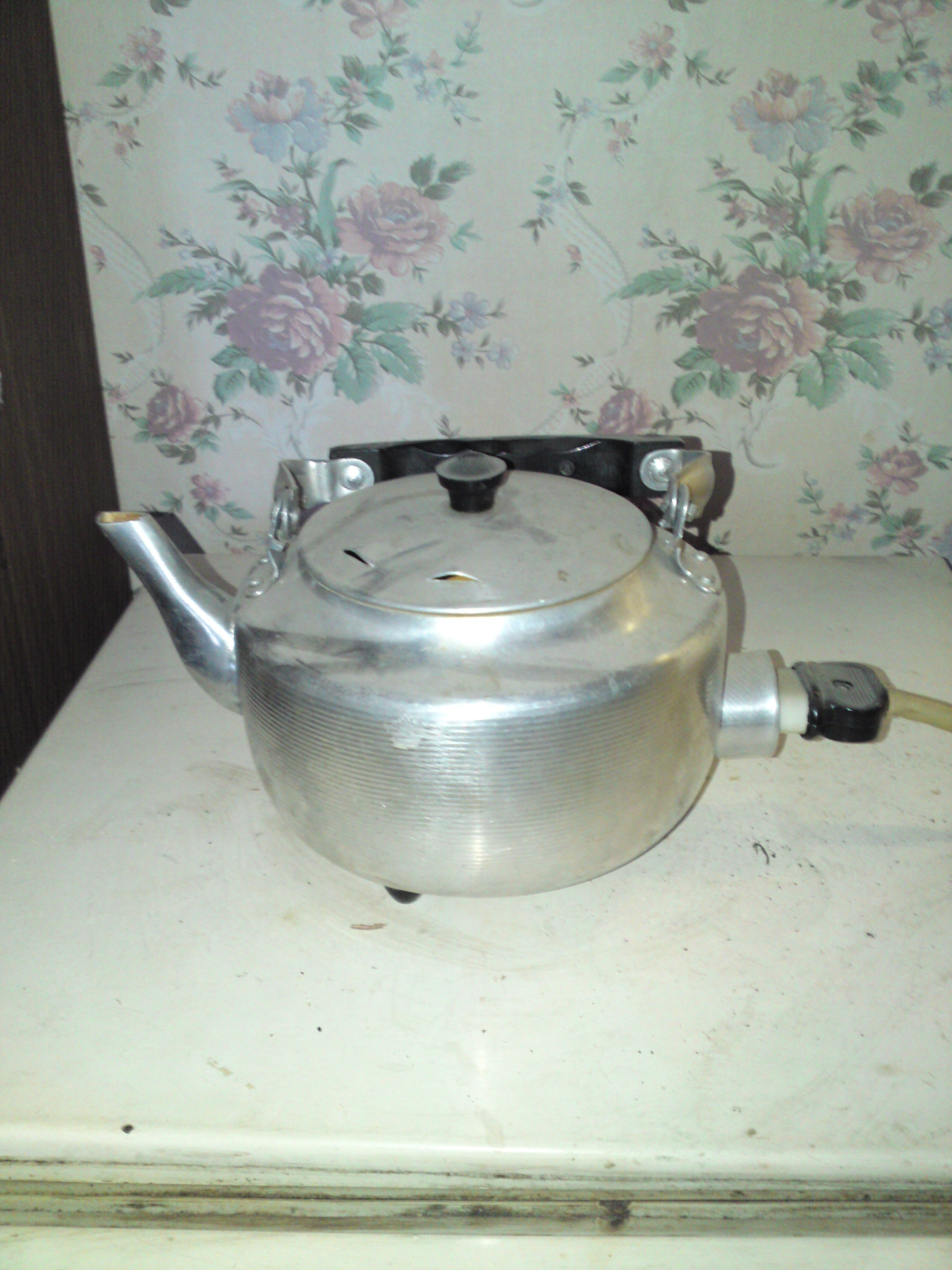
Массово выпускавшийся в СССР электрочайник ЭЧ 2,0/1,0-220 из дюралюминия с ТЭНом и съёмным проводом электропитания; имел ёмкость 2 литра и мощность 1 кВт, поэтому закипание полного чайника занимало немалое по современным меркам время — около 10 минут.
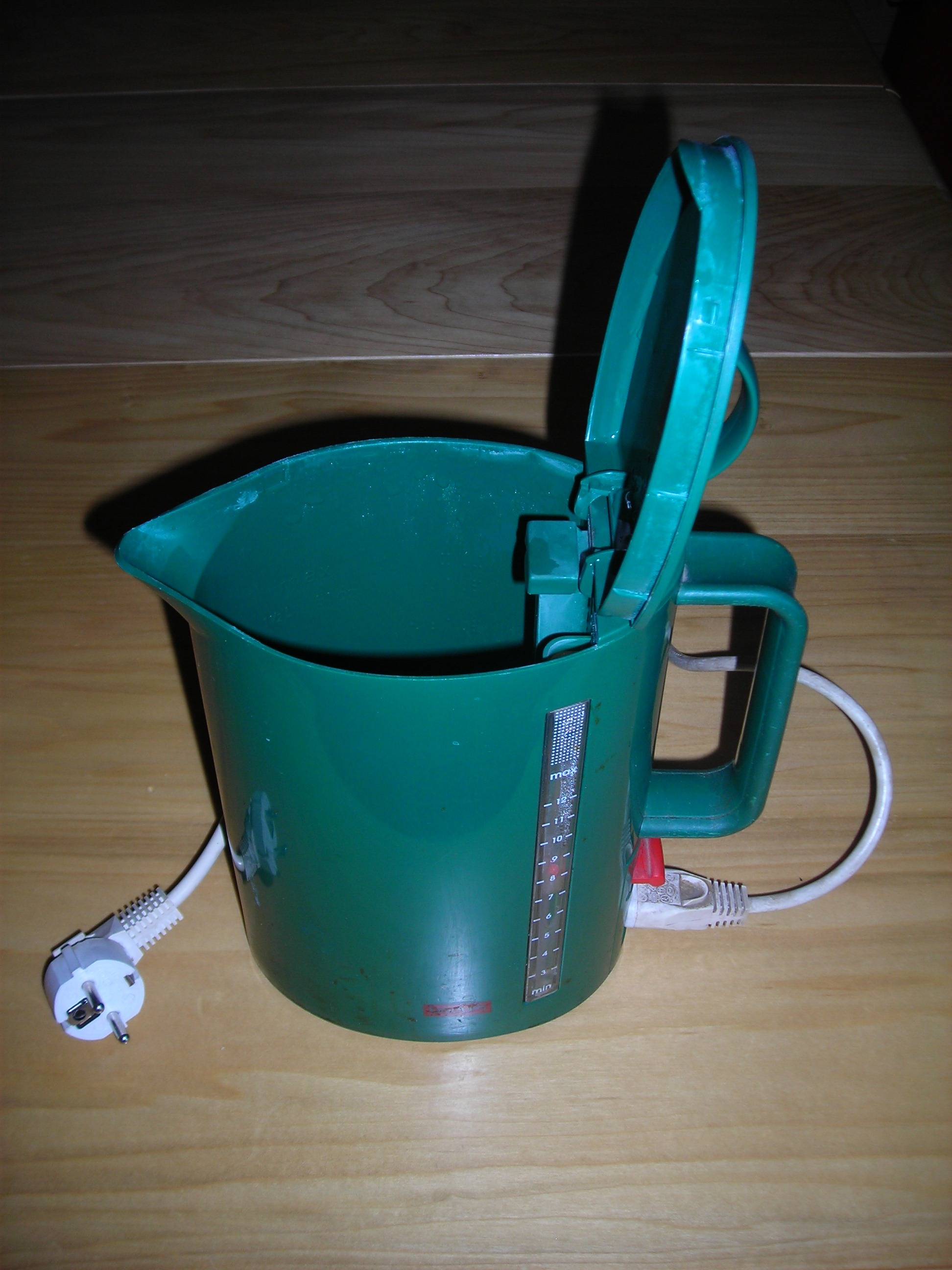
Электрочайник из термостойкой пластмассы со съёмным кабелем электропитания и механической автоматикой отключения при вскипании

## Описание современного прибора

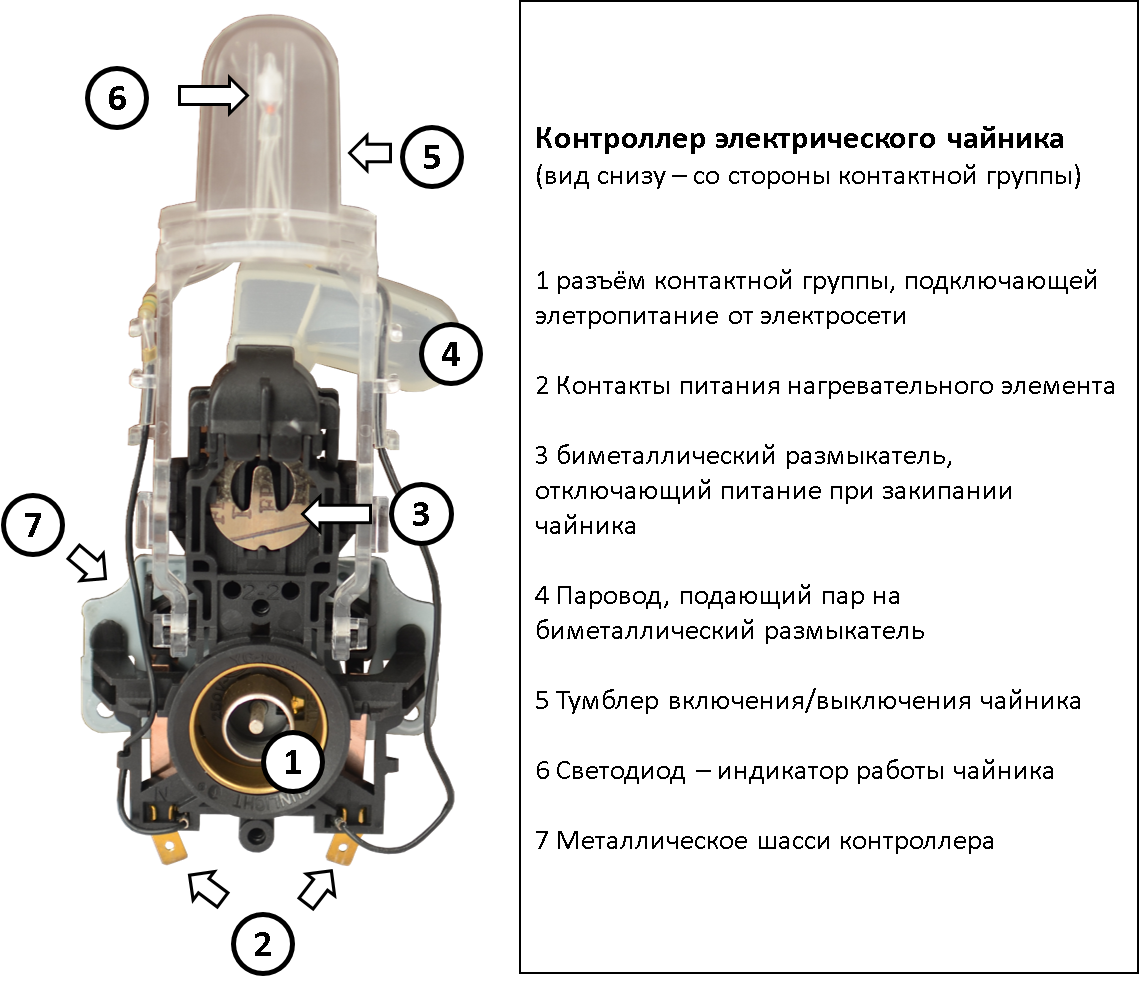
Контроллер электрического чайника (вид снизу)
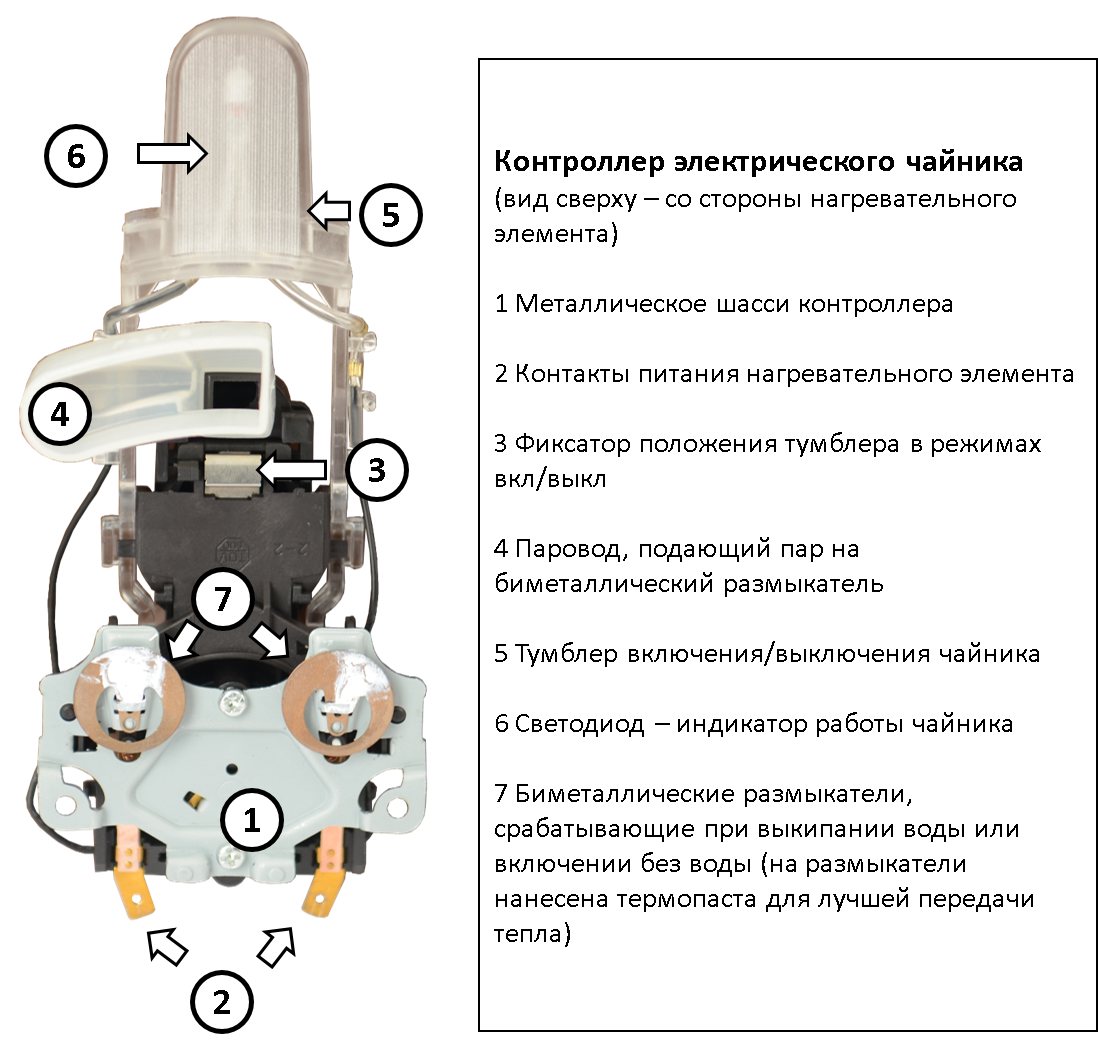
Контроллер электрического чайника (вид сверху)
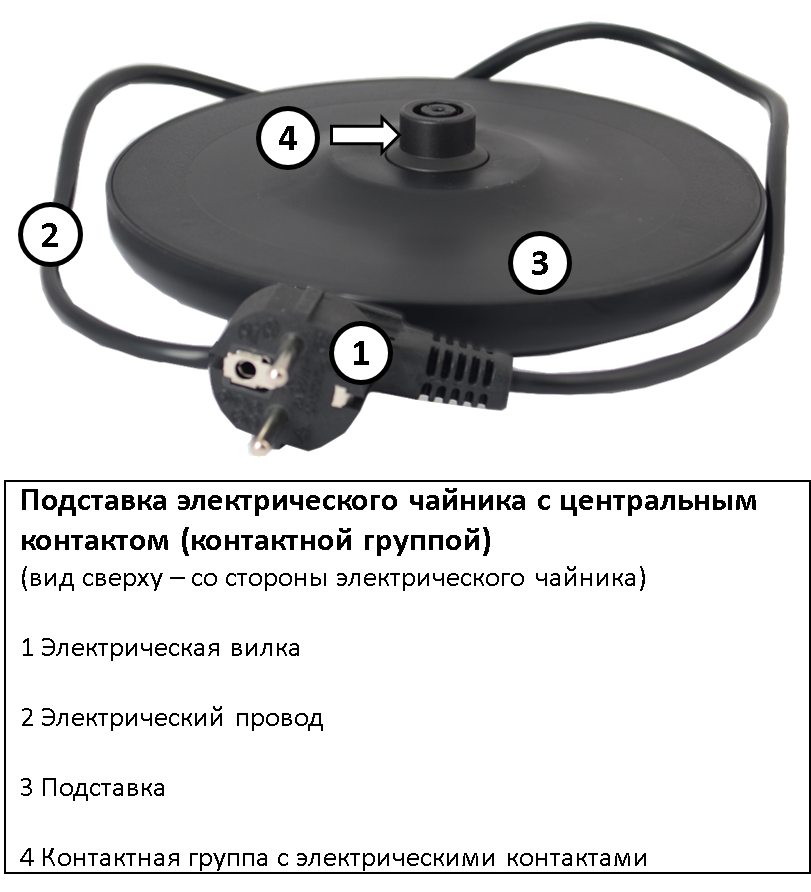
Подставка беспроводного электрического чайника с центральным контактом (контактной группой)
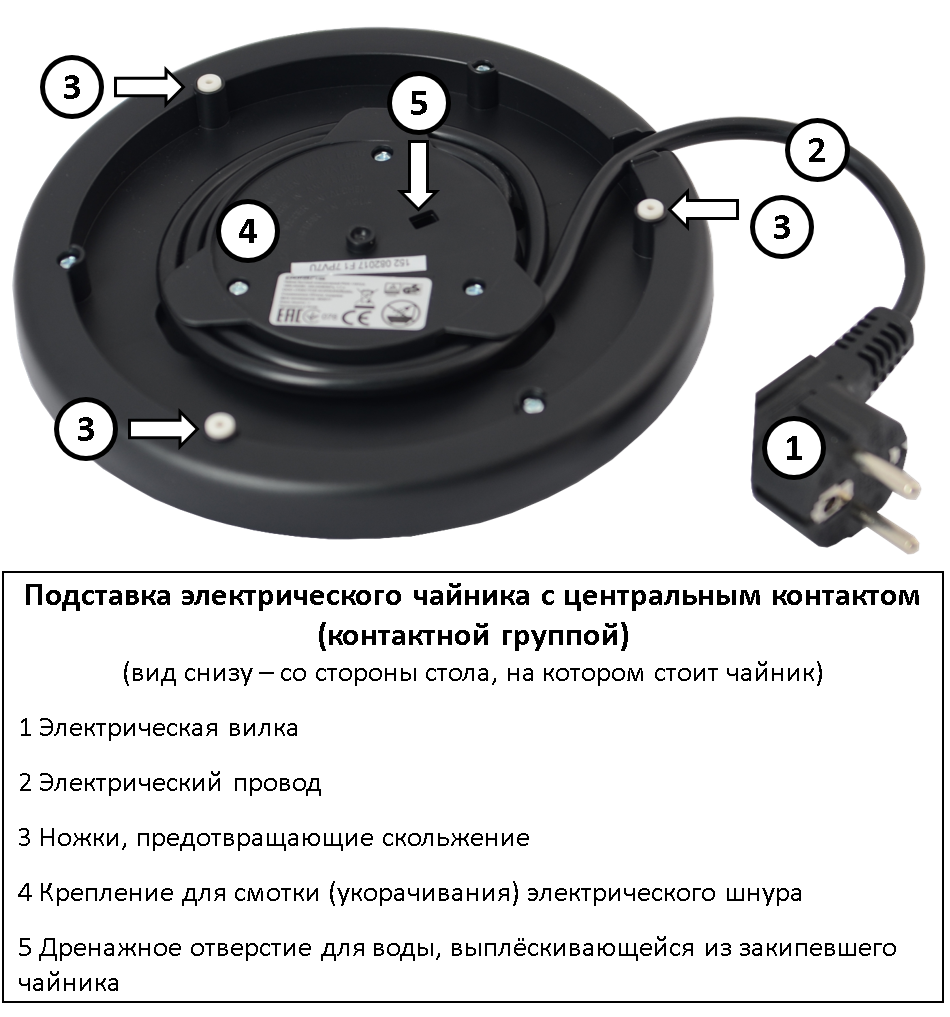
Подставка электрического чайника с центральным контактом (контактной группой) (вид снизу)
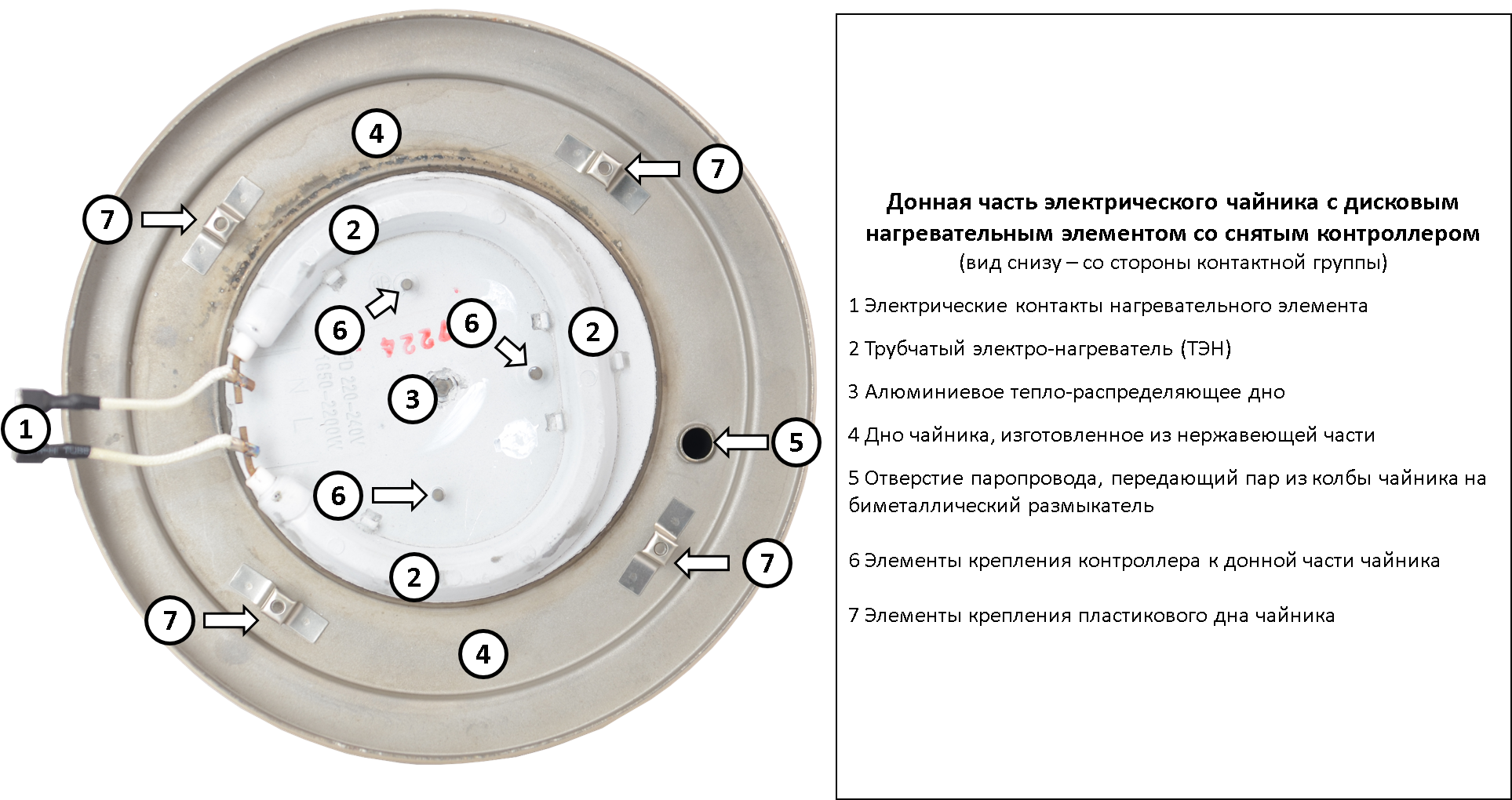
Донная часть электрического чайника с дисковым нагревательным элементом со снятым контроллером (вид снизу — со стороны контактной группы)
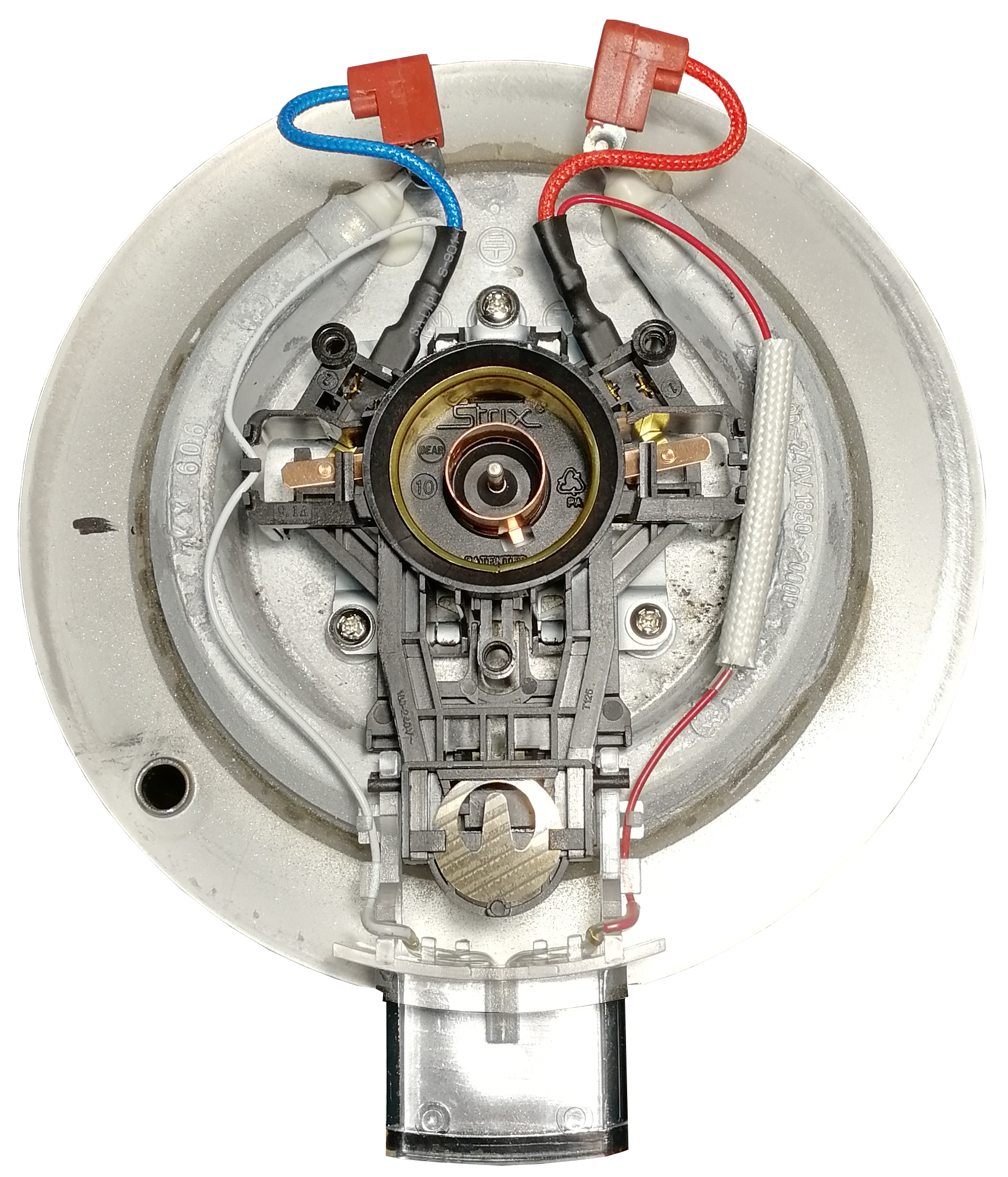
Контроллер и дисковый нагревательный элемент в сборе
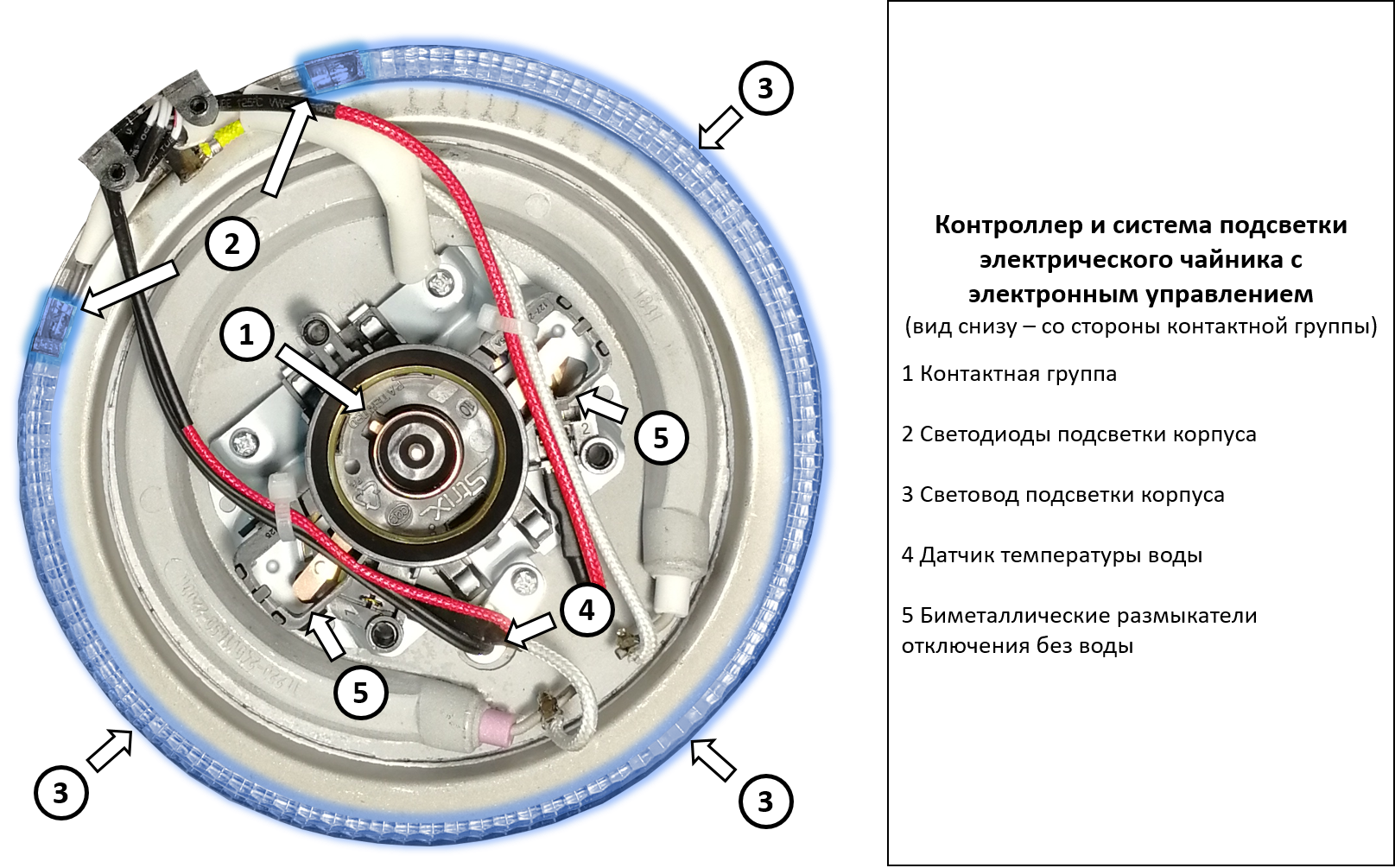
Контроллер электрического чайника с подсветкой и электронным управлением температурой

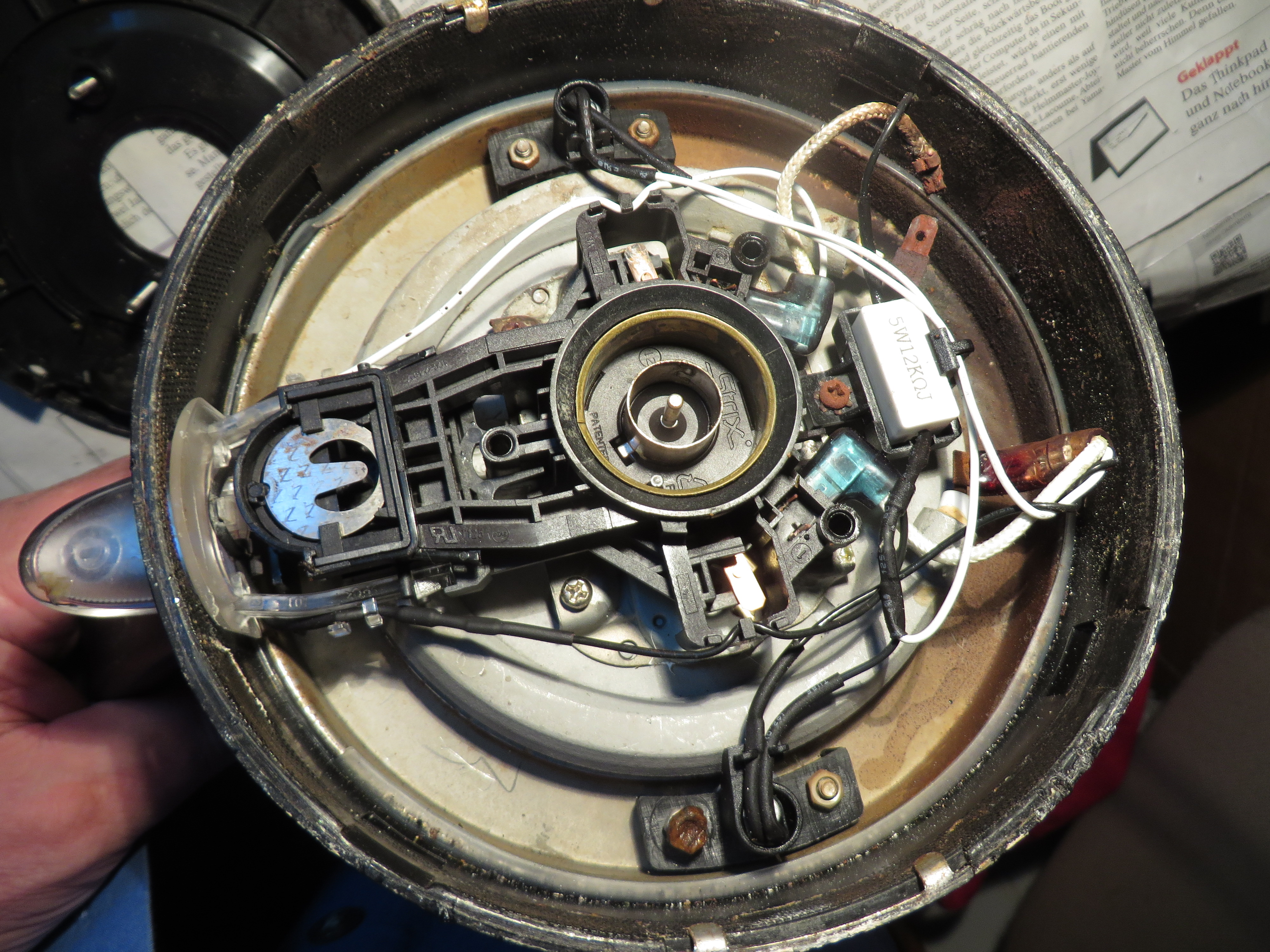
Под крышкой снизу: дисковый нагревательный элемент, провода, контактная площадка для подключения к контактам подставки, справа со стороны ручки биметаллическая пластина для отключения выключателя чайника после вскипания и срабатывающая от нагрева паром, поступающим через отверстие в верхней части чайника (при вскипании с открытой крышкой такой автомат отключения не срабатывает и вода выкипит, на некоторых моделях располагается в верхней части ручки). При срабатывании отключает выключатель чайника. Часть чайников может оборудоваться ещё 1—2 биметаллическими пластинами, установленными вплотную к нагревательному элементу для аварийного отключения при перегреве нагревательного элемента в случае выкипания воды или включения без воды. На рисунке по бокам от контактной площадки видны контактные лепестки размыкаемые при перегреве этими биметаллическими пластинами (на фото не видны, под креплением контактной площадки)

Представляет собой емкость до 2—3 литров с расположенным внутри нагревательным элементом мощностью до 2 кВт, иногда более. Обычно в качестве нагревательного элемента используется трубчатый электронагреватель. Внутри корпуса сверху расположен датчик закипания, срабатывание которого отключает нагревательный элемент от сети после закипания воды. Вблизи нагревательного элемента расположен датчик аварийного отключения, отключающий нагревательный элемент при полном выкипании воды в случае отказа датчика закипания (или включении без воды), обеспечивающий пожарную безопасность.
Почти во всех моделях современных чайников с непрозрачным корпусом имеется прозрачное вертикальное окно для наблюдения за уровнем воды в чайнике.
К электросети нагревательный элемент подключается через контакты, расположенные на контактной подставке чайника. Это решение даёт дополнительное удобство пользования чайником — чайник легко отключается от питающих контактов без лишних манипуляций, простым сниманием его с подставки.
Многие модели современных чайников оснащаются сетчатым фильтром, задерживающим частицы накипи при выливании воды из чайника.
Корпуса современных электрических чайников изготавливаются (в порядке убывания популярности и повышения стоимости и ожидаемой экологической безопасности) из:
- термостойкой пищевой пластмассы;
- пищевой нержавеющей стали;
- многослойные (колба для воды из нержавеющей стали, снаружи оболочка из пластмассы, в том числе с теплоизолирующей прослойкой);
- термостойкого стекла;
- керамики (фарфора или фаянса).

В продаже присутствуют энерго- и времясберегающие чайники, предназначенные для быстрого кипячения небольшой порции воды, например, только одной чашки, а не всей налитой в них воды. Такие чайники позволяют при типовом использовании сэкономить до 65 % электроэнергии и до 90 % времени, по сравнению с электрочайниками предыдущего поколения.
Кроме обычных чайников выпускаются электрочайники, снабжённые термостатами и по функционалу схожие с термопотами, которые подогревая поддерживают постоянную температуру воды после вскипания, достаточную для заварки чая или кофе. Такие электрочайники уменьшают время на ожидание нагрева воды и позволяют получать воду определённого температурного диапазона (к примеру 95 °С для кофе, 40 °С для приготовления детских молочных смесей и т. д.). При этом схема управления может быть встроена в сам чайник, либо размещаться на базе — подставке, иногда совмещённой с подогревателем для заварочного чайника.
Некоторые электрочайники могут быть оборудованы дополнительно звуковыми сигнализаторами о вскипании воды.
По принципу нагрева воды с электрочайниками схожи термопоты, кулеры для воды, электрические самовары, электрические варианты кофеварок и другие бытовые электрокипятильники.
С момента создания и по сей день электрические чайники не потеряли популярности. Помимо прямого назначения они всегда являлись декоративным предметом интерьера с элементами прикладного искусства. Как, например, первые электрические самовары, и разноцветные чайники из пластмассы сегодня.

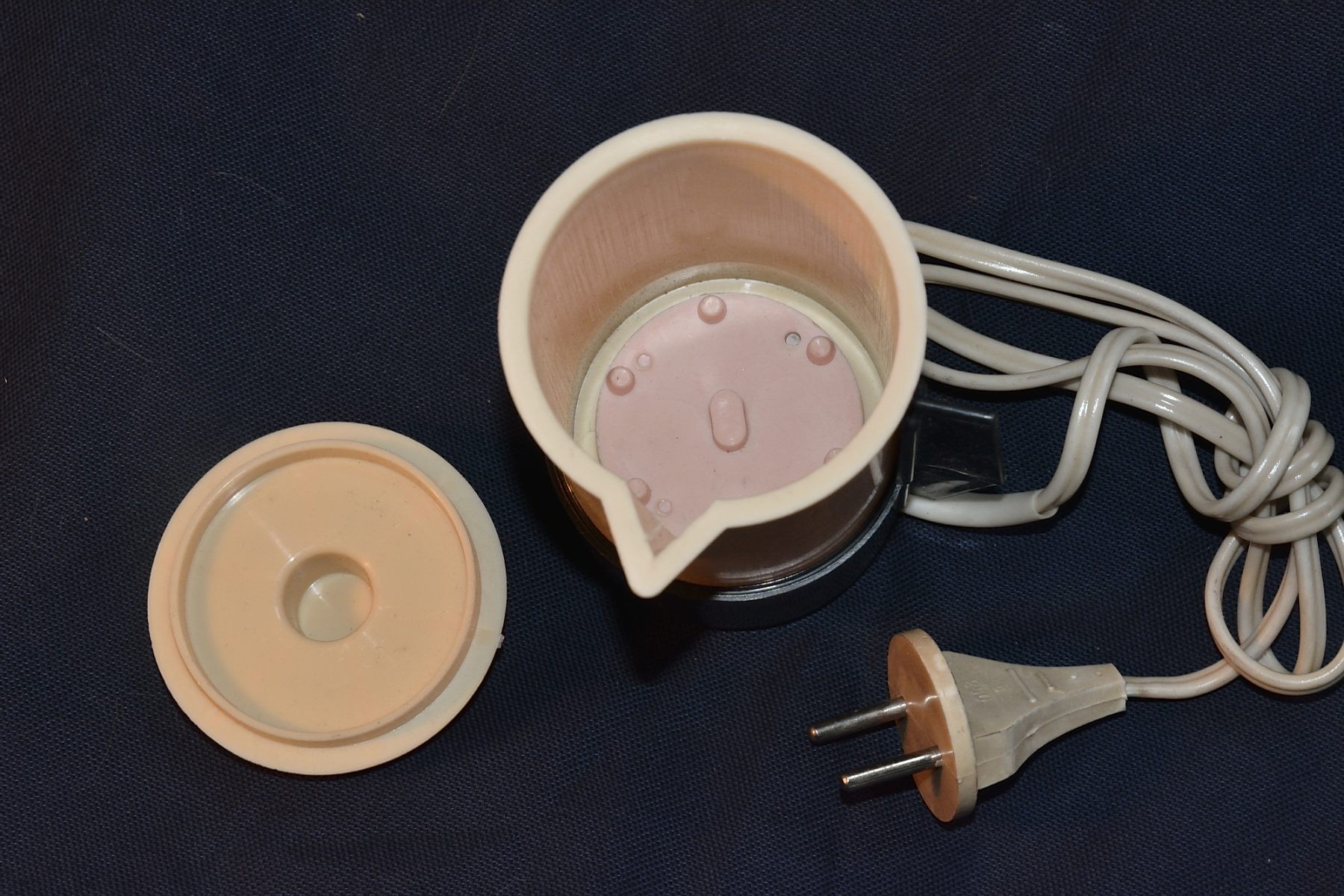
Пластмассовая электрическая кружка-чайник с несъёмным кабелем и крышка от него (СССР)
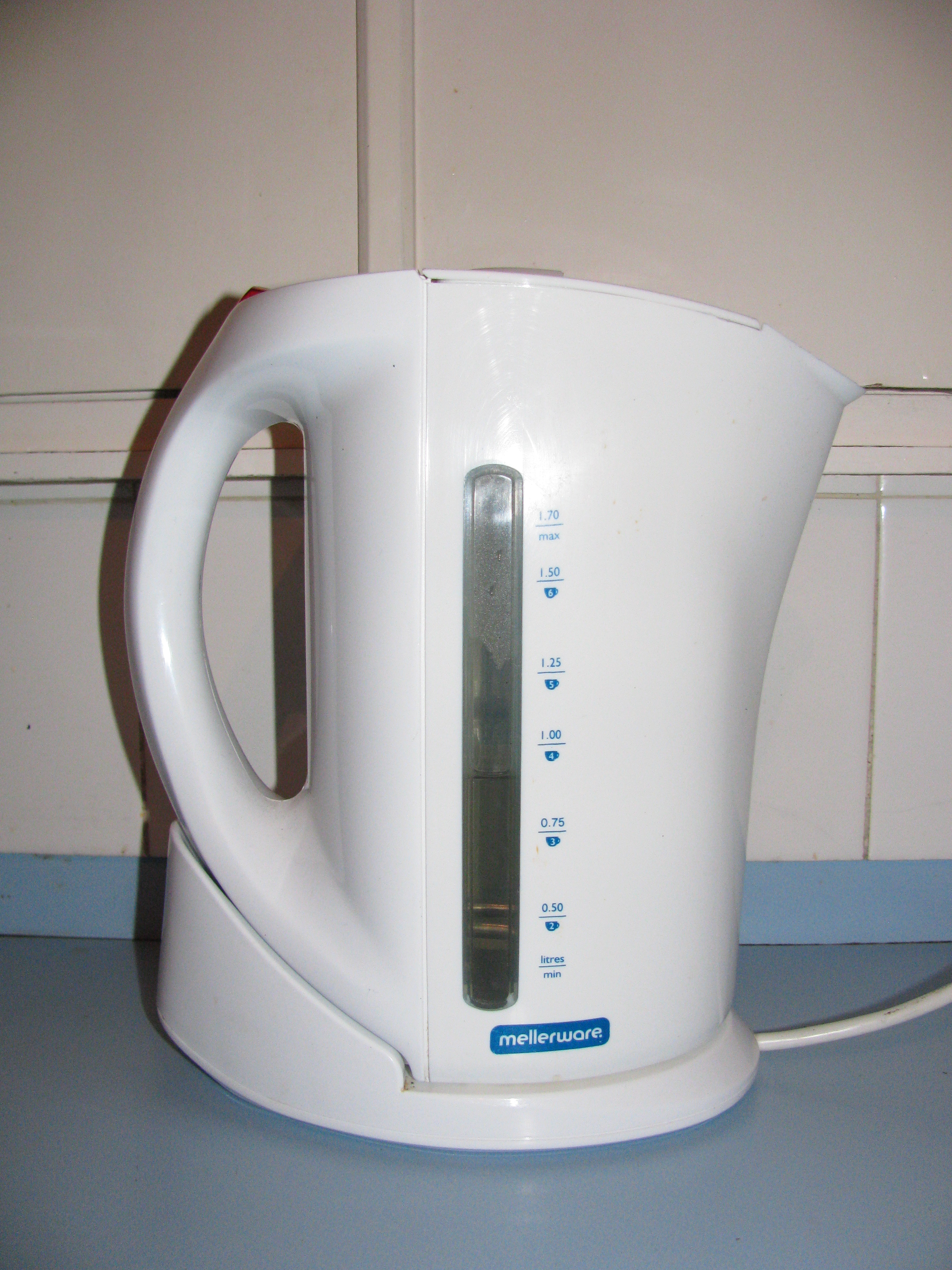
Беспроводной электрочайник со спиральным ТЭНом с подставкой
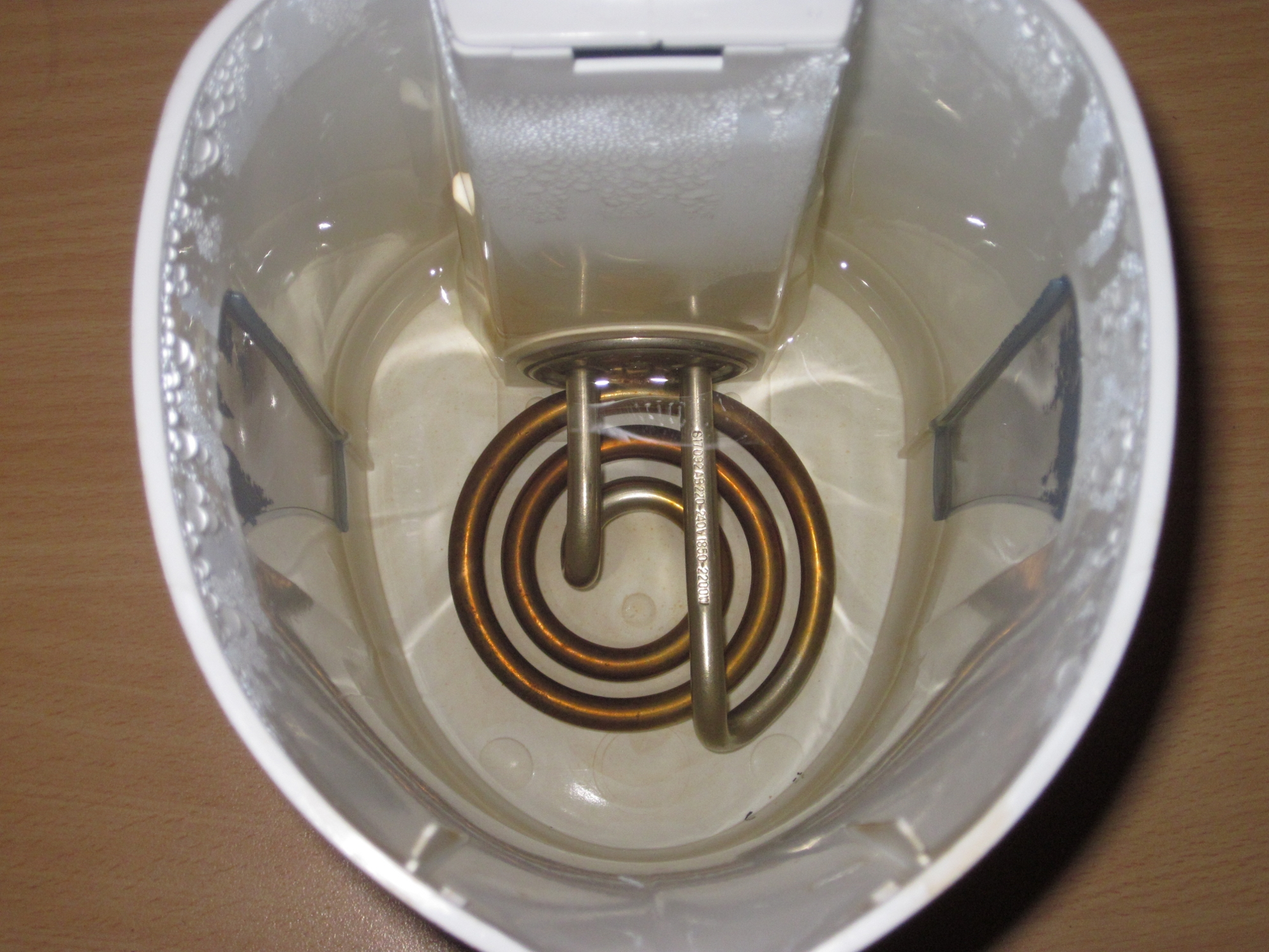
Спиральный ТЭН беспроводного чайника
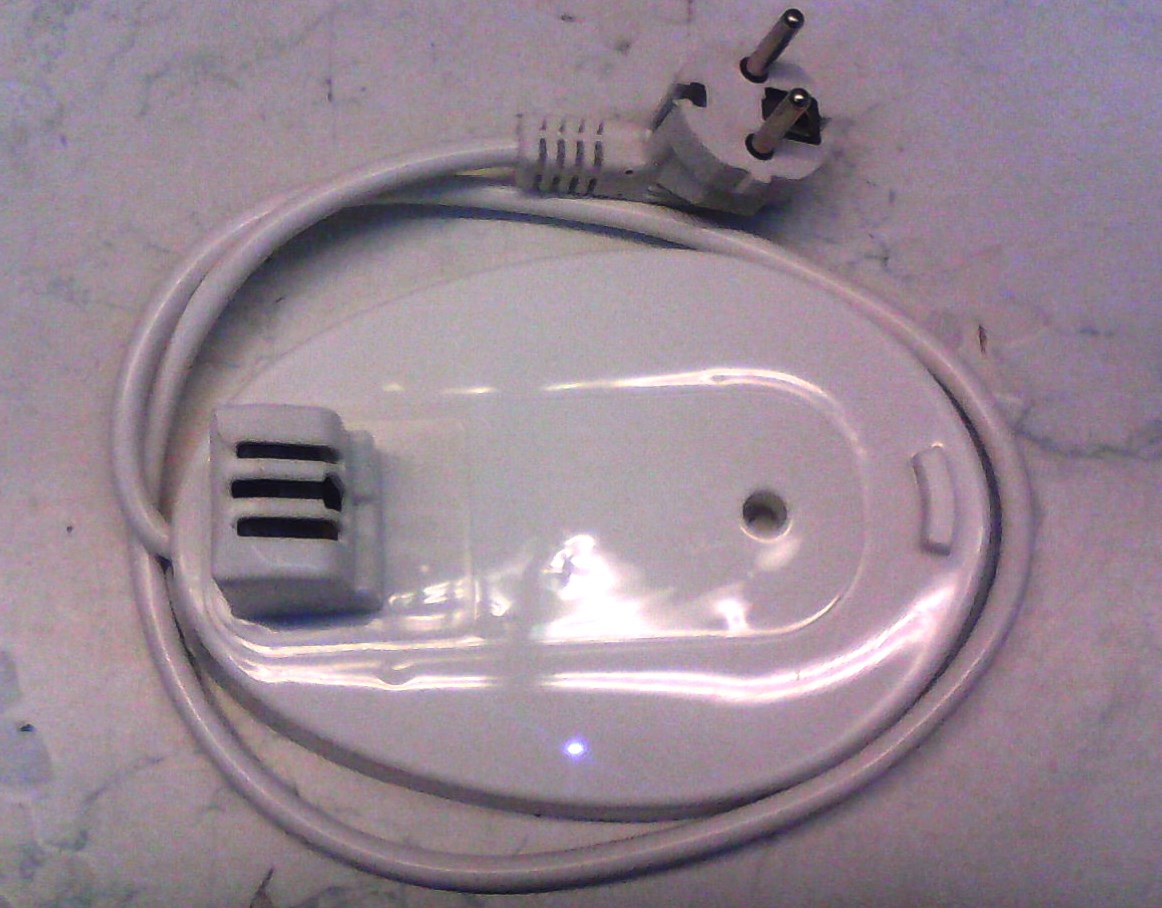
Подставка беспроводного электрочайника со спиралевидным ТЭНом. Типичное расположение сбоку контактной площадки
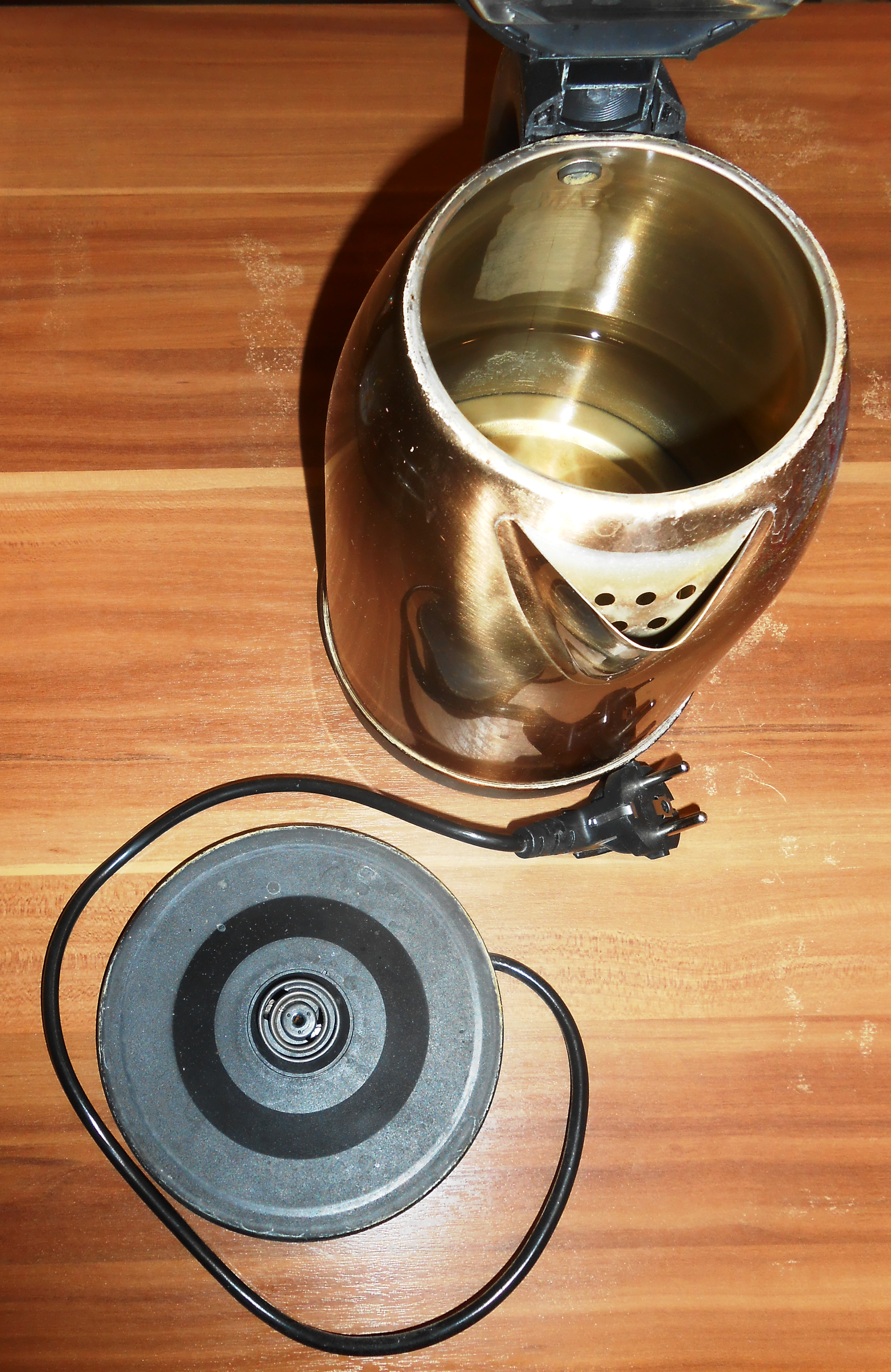
Электрочайник с дисковым нагревательным элементом (со стороны ручки видно отверстие для пара) и его подставка с типовыми контактами по центру
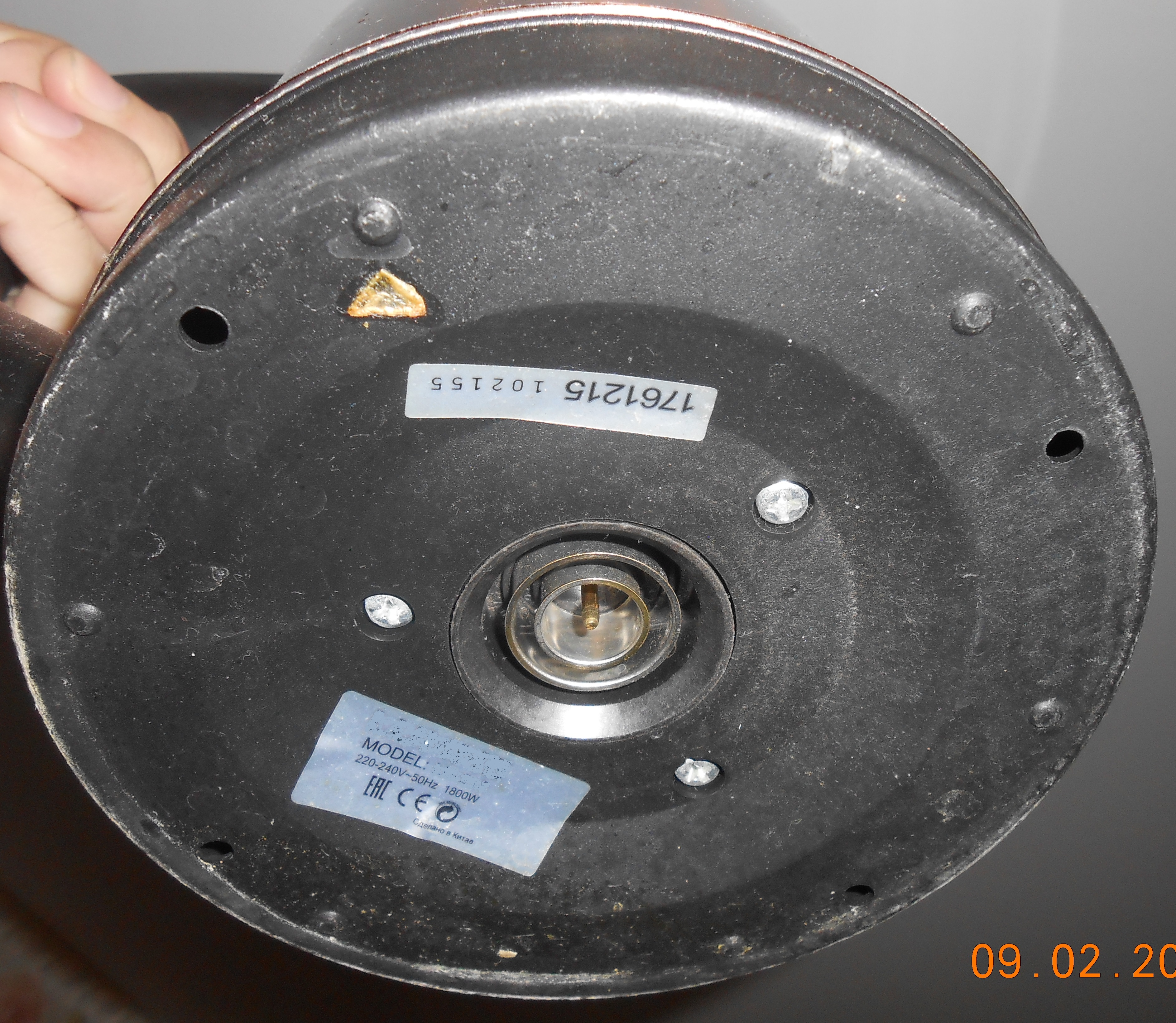
Контакты беспроводного чайника снизу для подключения к подставке подключенной к источнику питания кабелем
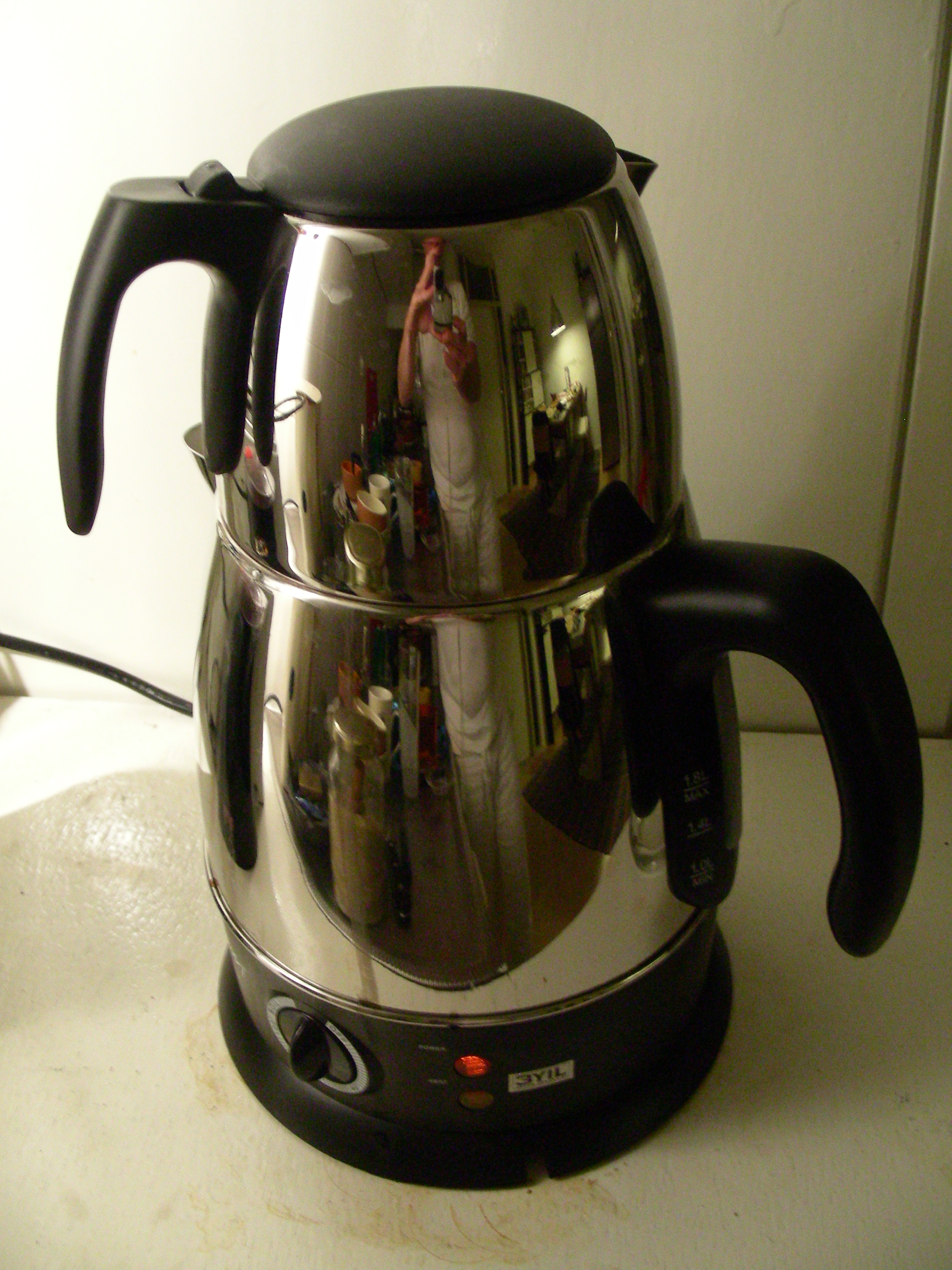
Беспроводной электрочайник с терморегулятором[комм. 2] и заварочным чайником конструктивно изготовленным для установки сверху
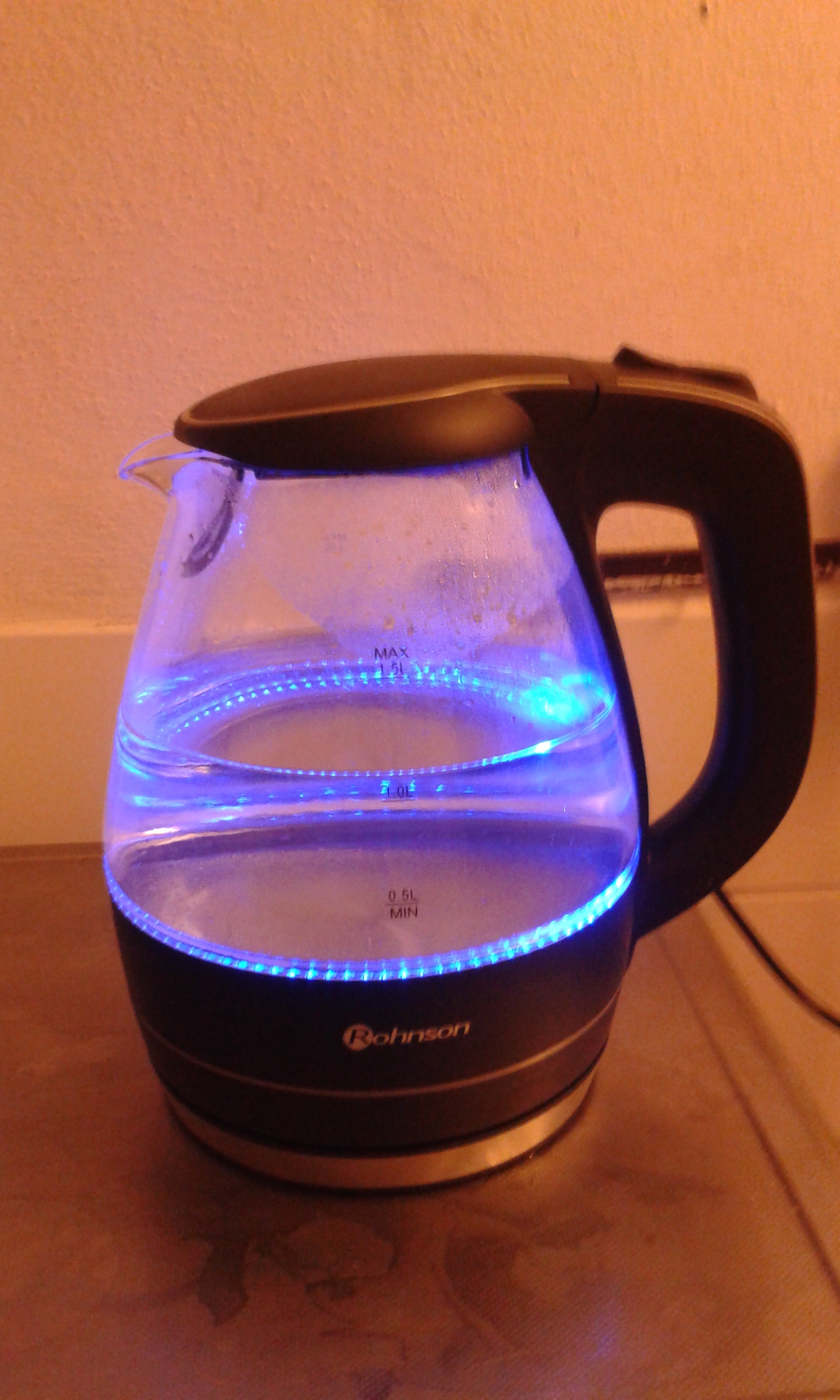
Чайник с дисковым нагревательным элементом, стеклянной колбой и светодиодной подсветкой с выключателем наверху ручки
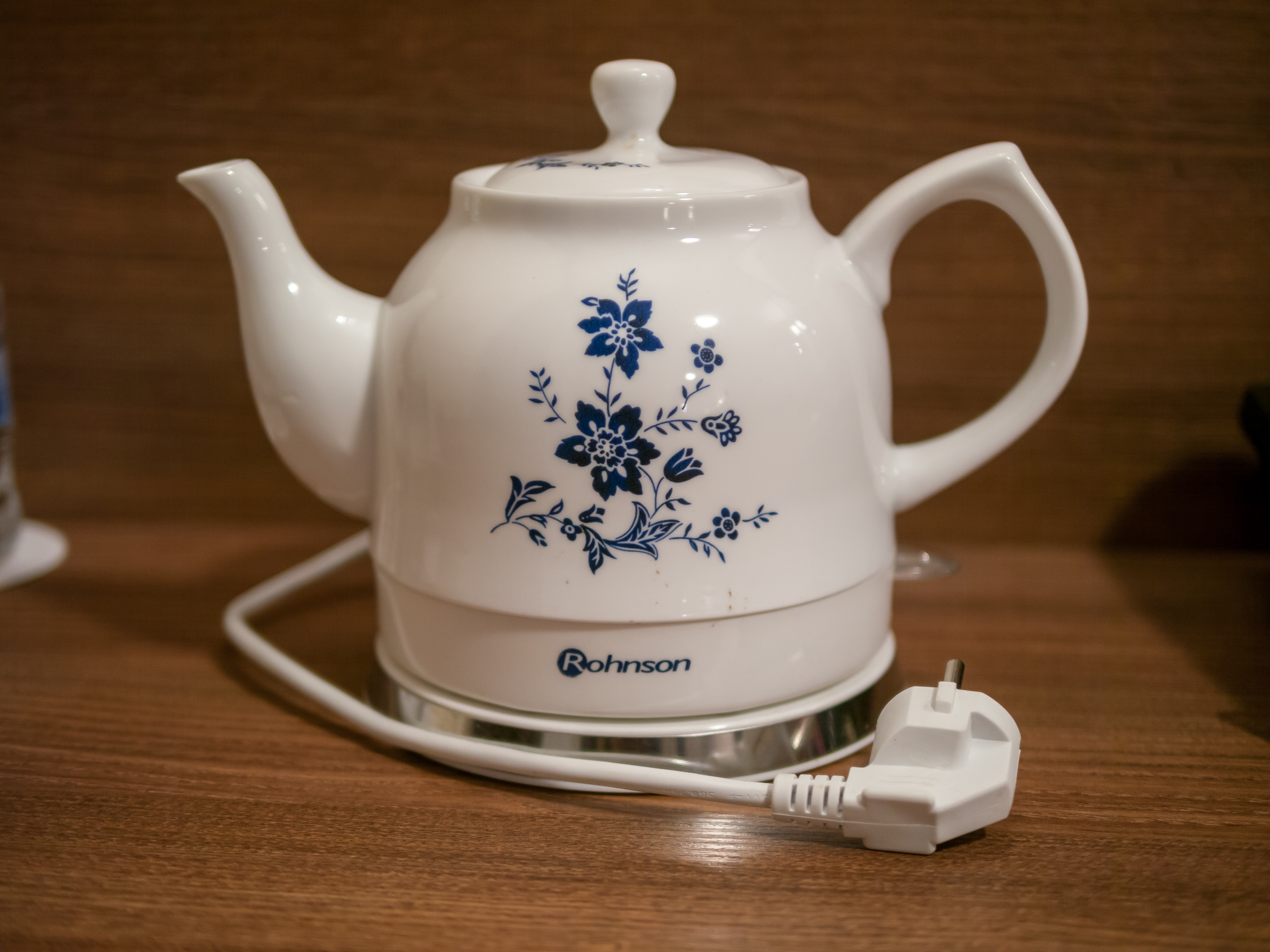
Керамический электрический чайник

## Комментарии
1. ↑  Под беспроводным в данном случае подразумевается, что у самого чайника отсутствует электрический провод для соединения чайника с источником электропитания. С источником проводом соединяется входящая в комплект чайника подставка, на которой имеются электрические контакты для передачи электрического тока на предусмотренные контакты самого чайника при установке на неё чайника. Такая конструкция делает чайник более мобильным и компактным, так как, к примеру, при переноске и установке на стол провода не мешаются.
2. ↑  В отличие от термопотов, чайники с терморегулятором не имеют достаточной термоизоляции колбы для горячей воды и несмотря на то, что могут поддерживать температуру воды в определённых пределах путём периодического включения чайника, более рассчитаны для нагрева воды до определённой температуры, не допуская её закипания. Они дешевле термопотов, но дороже обычных чайников без терморегуляторов.